# Requin longimane
Vous lisez un « bon article » labellisé en 2013.
Carcharhinus longimanus · Requin océanique
Espèce
Statut de conservation UICN

 CR A2bd : 
En danger critique
Statut CITES
Le Requin longimane (Carcharhinus longimanus), aussi appelé Requin océanique, Aileron blanc du large ou encore Requin pointes blanches du large, ainsi que Parata en Polynésie française est une espèce de grand requin pélagique vivant dans les eaux profondes des océans tropicaux et les zones chaudes des océans tempérés. Son corps trapu est surtout reconnaissable à son aileron et ses nageoires longues, arrondies et se finissant en pointes blanches. Sa longueur n'excède généralement pas les trois mètres.
Ce requin est agressif, solitaire et se déplace lentement. Il se nourrit principalement de céphalopodes et de poissons osseux. Il domine les frénésies alimentaires et peut être un danger pour les survivants de naufrages ou de crashs aériens. Les attaques dans les eaux de baignade sont cependant rares, car le requin longimane vit exclusivement loin des côtes.
De récentes études montrent que la population de requins longimanes décroît fortement en raison de l'utilisation de ses ailerons comme ingrédient phare de la soupe d'ailerons, ainsi que de la pression de la pêche sur tous les échelons de sa chaîne alimentaire (comme pour la plupart des autres espèces de requins). Son statut sur la liste rouge de l'UICN est « vulnérable » mondialement et « en danger critique d'extinction » pour l'Atlantique nord-ouest et centre-ouest.

## Description

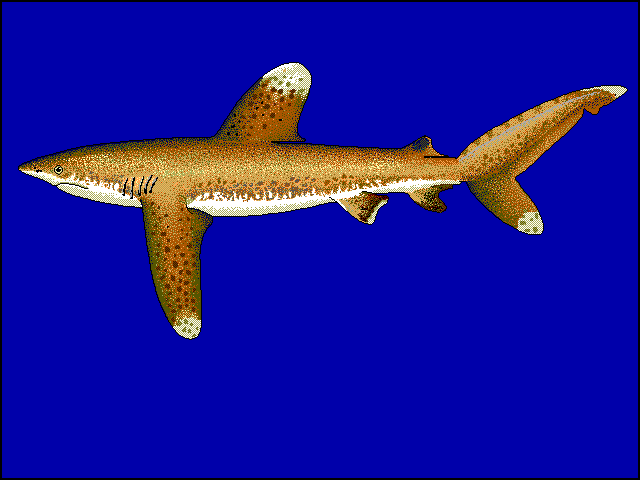
Croquis d'un Requin longimane.

Les caractéristiques les plus distinctives du requin longimane sont ses longues nageoires pectorales et dorsales en forme d'ailes. Elles sont significativement plus larges que celles d'autres espèces de requins et sont nettement arrondies. Le nez du longimane est également arrondi et ses yeux sont circulaires et équipés d'une membrane nictitante.
Le requin longimane a une forme typique des Carcharhinidae, bien que quelque peu aplatie, souvent avec un aspect légèrement bossu. Il a une couleur bronze, marron, bleutée ou grise sur le dos (la couleur varie en fonction des régions) et blanche sur le ventre, voire tirant parfois sur le jaune. Le requin océanique est un requin de taille moyenne. Le plus grand spécimen jamais capturé mesurait 4 mètres, une taille remarquablement grande étant donné que peu d'individus dépassent les 3 mètres. Le poids maximal répertorié du longimane est de 170 kg. La femelle est généralement plus grande que le mâle de 10 cm. Les requins longimanes atteignent la maturité sexuelle lorsqu'ils égalent ou dépassent les 1,7 mètre à 1,9 mètre pour les mâles et les 1,8 mètre à 2 mètres pour les femelles,. Dans les années 1950, dans le golfe du Mexique, le poids moyen du requin longimane était de 86,4 kg contre 56,1 kg dans les années 1990.
La plupart de ses nageoires (dorsales, pectorales, pelviennes et caudales) se finissent en pointes blanches. Certains individus peuvent néanmoins en être dépourvus. En plus des pointes blanches, les nageoires peuvent être tachetées et les jeunes spécimens peuvent présenter des marques noires. Un marquage en forme de selle peut être apparent entre la première et la deuxième nageoires dorsales. Le requin a plusieurs types de dents. Celles de la mandibule ont une extrémité fine, sont en dents de scie et sont relativement petites et triangulaires, un peu comme des crocs. Il y a entre 13 et 15 dents de chaque côté de la symphyse. Les dents de la mâchoire supérieure ont également une forme triangulaire, mais sont beaucoup plus grandes et plus larges, avec les bords entièrement dentelés. Il y en a entre 14 et 15 de chaque côté de la symphyse.
Les denticules cutanées sont plates, plus larges que longues, et ont généralement entre cinq et sept crêtes.

## Répartition et habitat

Répartition géographique du Requin longimane.

Le requin longimane vit exclusivement dans les océans et mers ouverts, où il occupe les eaux d'une température supérieure à 18 °C. Néanmoins, il préfère les eaux entre 20 °C et 28 °C et a tendance à éviter les eaux plus froides ou plus chaudes. Dans le contexte d'un réchauffement climatique, une température supérieure à 28° des eaux de surface pourrait induire une modification de comportement (déplacement et nouvelle répartition dans un environnement plus favorable).
Autrefois, les requins longimanes étaient extrêmement communs et largement répandus dans les mers et océans, et ils occupent encore aujourd'hui une large zone autour du globe, surtout entre les deux tropiques. Toutefois, des études récentes démontrent que leur nombre a considérablement chuté. Selon le « registre des relevés à la palangre dans les zones pélagiques américaines » (couvrant la zone de l'Atlantique nord-ouest et centre-ouest), le déclin de la population de requins longimanes est estimé à 70 % sur la période 1992-2000.
De nos jours, ils fréquentent les régions tout autour du globe entre les latitudes 45e nord et 43e sud,. En 2004, un requin longimane a été retrouvé mort sur la côte ouest suédoise, bien au-delà de la limite nord de son aire de répartition connue.
Les longimanes préfèrent les zones au large des côtes et passent le plus clair de leur temps dans la couche supérieure des océans profonds (à environ 150 mètres). Il oscille dans sa colonne d'eau en fonction de la température océanique, en été (eau de surface plus chaude) il se trouve le plus souvent en profondeur jusqu'à 200 mètres, en hiver sa marge est plus étroite et il se situe dans la couche supérieure des 50 mètres.
Selon les « données de capture à la palangre », les requins longimanes sont plus nombreux au large des côtes qu'à proximité. Ils peuvent s'approcher occasionnellement des côtes, dans des eaux peu profondes (jusqu'à 37 mètres), principalement autour d'îles au milieu de l'océan, telles que Hawaï, ou dans des zones où le plateau continental est étroit, et où il y a donc un accès à l'eau profonde à proximité. Le requin longimane est une espèce solitaire, bien que des rassemblements aient été observés, là où la nourriture abonde.
Contrairement à de nombreux autres animaux, il n'a pas de cycle diurne et est actif le jour et la nuit. Sa nage est lente mais il utilise ses nageoires pectorales pour faire de larges et rapides mouvements. Bien qu'ils soient solitaires envers les autres membres de leur espèce, les requins longimanes peuvent être accompagnés de poissons-pilotes, de dorades coryphènes et de rémoras. En 1988, Jeremy Stafford-Deitsch rapporta avoir vu un individu accompagné d'une baleine pilote.

## Biologie et écologie

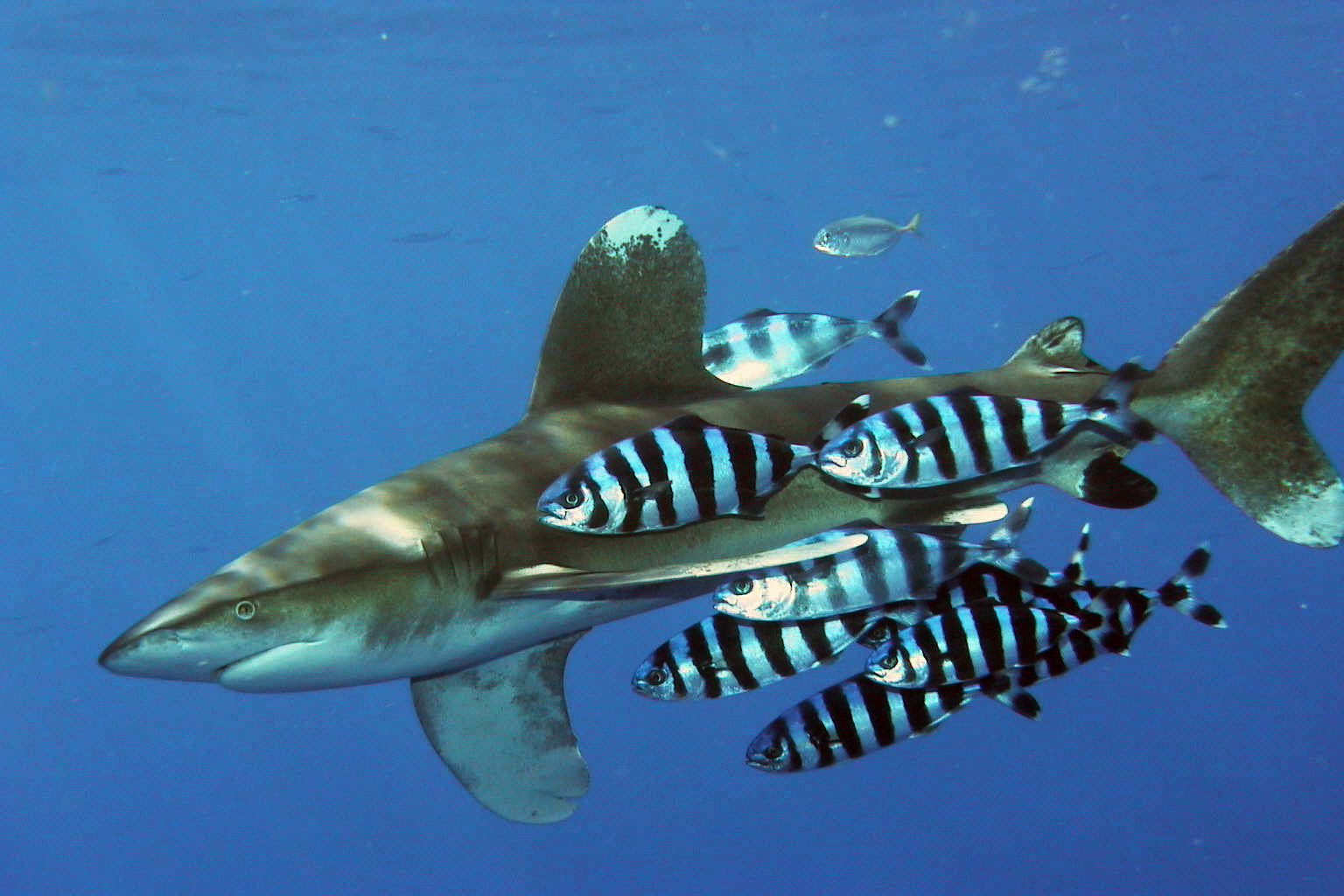
Un requin océanique photographié au récif d'Elphinstone, en mer Rouge, au large de l'Égypte, accompagné de poissons-pilotes.

Le requin longimane est habituellement solitaire et lent. Il a tendance à nager au plus haut de la colonne d'eau sur de vastes étendues à la recherche de nourriture.
Animal ectotherme, ses performances physiologiques dépendent de la température de l'eau. En tant que prédateur il doit maintenir une température interne dans un intervalle stable optimal (éviter une « surchauffe »), tout en adaptant ses stratégies de déplacement (recherche de proies) en fonction d'un rendement énergétique. Comme pour tout prédateur, y compris terrestre, la survie dépend d'un rendement positif (la proie doit fournir une énergie supérieure à celle dépensée pour l'obtenir).
Jusqu'au XVIe siècle, les marins surnommaient les requins « chiens de mer ». Le longimane est l'espèce de requin qui suit le plus souvent les navires. Il manifeste alors un comportement ressemblant à celui d'un chien quand son intérêt est éveillé : lorsqu'il est attiré par quelque chose qui semble être de la nourriture, ses mouvements deviennent plus vifs. Il s'en approchera alors, prudemment mais obstinément, tout en restant sur ses gardes mais aussi demeurant à l'affût. Le longimane se déplace lentement, mais il est capable de surprenantes pointes de vitesse. Il rivalise généralement avec les requins soyeux lorsqu'il chasse. Il compense alors son style de nage relativement lent par des élans de vitesse.
Des groupes se forment souvent quand des individus convergent vers une même source de nourriture, après quoi une frénésie alimentaire peut avoir lieu. Cela semble être déclenché non pas par l'odeur de sang dans l'eau, ni par la soif de sang des requins, mais plutôt par leur nature tendue et allant droit au but (ils conservent en effet leur énergie entre les rares occasions de s'alimenter quand ils ne sillonnent pas lentement l'océan). Le requin océanique est un prédateur compétitif et opportuniste qui exploite les ressources proches et immédiates, plutôt que de se dépenser longuement à la recherche d'un repas futur plus facile.
Il ne semble pas y avoir de séparation en fonction du sexe et de la taille parmi l'espèce lors de regroupements de requins longimanes. Les requins océaniques suivent les bancs de thons ou de calmars, et pistent les groupes de cétacés tels que les dauphins et les baleines pilotes afin de piéger leurs proies. Leur instinct leur dicte de suivre les poissons-appâts qui suivent les navires de haute mer. Quand la chasse à la baleine avait encore lieu dans les eaux chaudes, les requins longimanes s'attaquaient très souvent aux carcasses flottantes des baleines.

### Alimentation
Le requin longimane se nourrit principalement de céphalopodes pélagiques et de poissons osseux. Cependant, son régime alimentaire peut être bien plus varié et moins sélectif. Le longimane peut en effet se nourrir de polynemidae, de raies pastenagues, de tortues marines, d'oiseaux, de gastéropodes, de crustacés et des restes de mammifères. Les poissons osseux dont il se nourrit comprennent les cavalos, les regalecidae, les barracudas, les carangidae, les dorades coryphènes, les marlins, les thons et les maquereaux. Sa méthode de chasse consiste à mordre dans des bancs de poissons et de nager la gueule ouverte au sein de bancs de thons. L'observation de blessures typiques de ventouses de calmar géant sur un requin longimane amène à se demander s'il ne peut pas, dans de très rares cas, s'attaquer à des calmars géants. Quand il chasse en même temps que d'autres prédateurs, il devient agressif. Peter Benchley, auteur du roman Les Dents de la mer, raconte avoir observé des requins longimanes nager parmi des globicephales et manger leurs excréments.

### Reproduction
Dans l'océan Atlantique nord-ouest et Indien sud-ouest, la saison des amours se déroule au début de l'été. Pourtant, des femelles gravides sont pêchées dans le Pacifique toute l'année. Cela suggère que la saison des amours dure plus longtemps dans l'océan Pacifique. Le requin longimane est vivipare, c'est-à-dire que l'embryon se développe in utero et est nourri par une poche placentaire. La période de gestation dure un an (10 à 12 mois). Les portées peuvent varier de un à quinze individus. À la naissance, les requins mesurent environ 60 cm (57 à 77 cm). La maturité sexuelle est atteinte quand les individus atteignent une taille d'environ 1,75 mètre pour les mâles (168 à 198 cm) et 2 mètres pour les femelles (175 à 224 cm). Les mâles sont matures à 7 ans, les femelles sont matures entre 5 et 16 ans selon les régions.

## Taxinomie
Le Requin longimane a été décrit la première fois par le naturaliste René Primevère Lesson. Lesson faisait alors un voyage autour du monde avec Louis Isidore Duperrey sur la corvette Coquille entre 1822 et 1825. Il décrivit alors deux spécimens rencontrés dans l'archipel des Tuamotu en Polynésie française, et nomma ce requin Squalus maou, un nom qui tient son origine du tahitien ma'o signifiant « requin ». Cependant, la description et le nom donné par Lesson furent par la suite oubliés.
Le longimane fut ensuite décrit par le cubain Felipe Poey en 1861 en tant que Squalus longimanus. La dénomination Pterolamiops longimanus fut aussi utilisée. L'adjectif longimanus fait référence à la taille de ses nageoires pectorales (longimanus signifie en latin « mains longues »). Le requin longimane a de nombreuses dénominations en français : rameur, requin à aileron blanc, requin blanc et requin canal.
Selon les règles de la commission internationale de nomenclature zoologique, la dénomination prioritaire est celle qui a été publiée en premier. Par conséquent, le nom scientifique du requin longimane devrait être Carcharhinus maou. Pourtant, le nom donné par Lesson fut oublié pendant si longtemps que la dénomination Carcharhinus longimanus reste la plus usitée et acceptée.
L'espèce connaît de nombreux synonymes :
- Squalus maou Lesson, 1831
- Carcharhinus maou Lesson, 1831
- Squalus longimanus Poey, 1861
- Pterolamiops longimanus Poey, 1861
- Carcharhinus obtusus Garman, 1881
- Carcharhinus insularum Snyder, 1904
- Pterolamiops magnipinnis Smith, 1958
- Pterolamiops budkeri Fourmanoir, 1961

## Le Requin longimane et l'homme

### Pêche

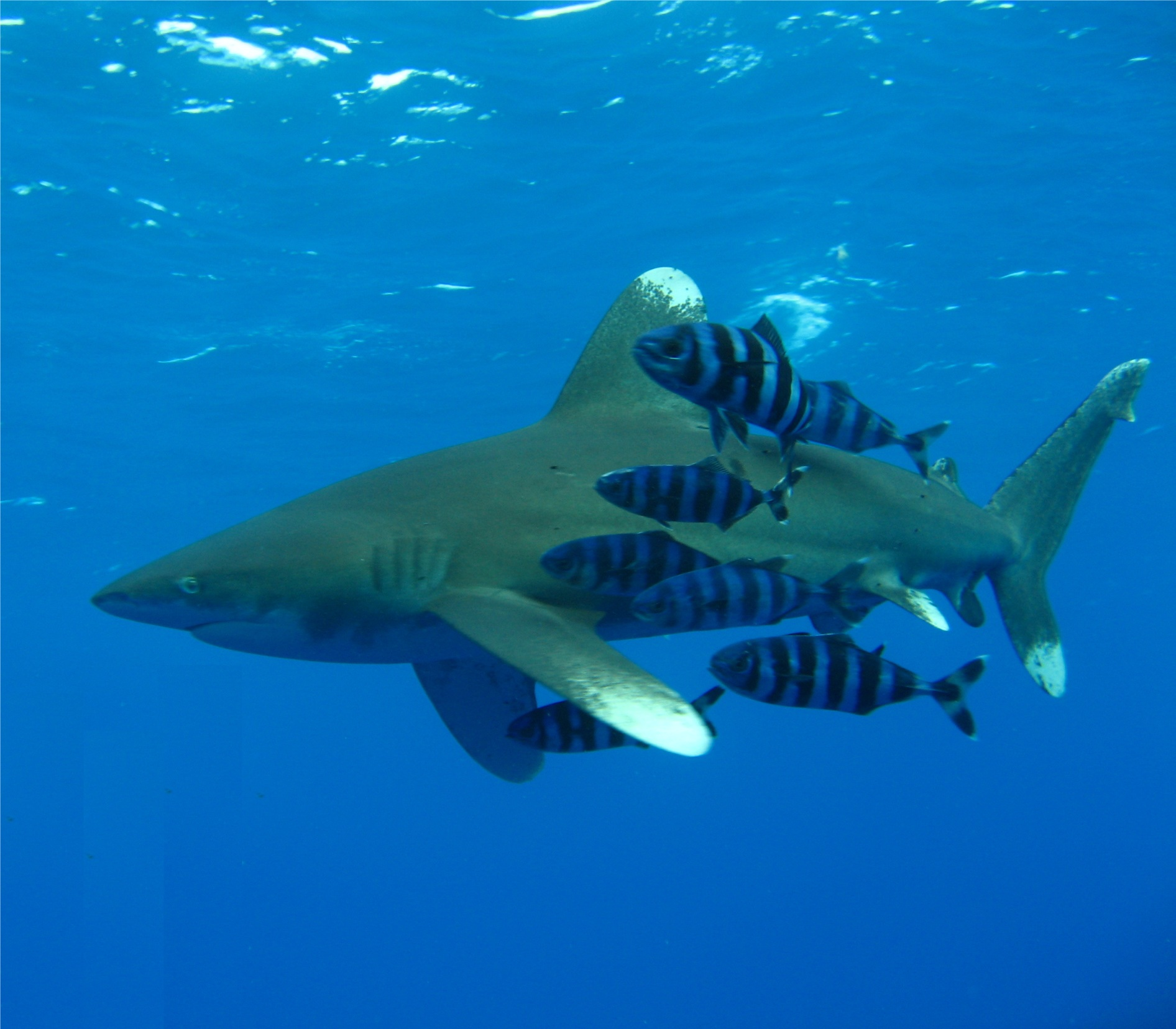
Un requin longimane accompagné d'un petit banc de poissons-pilotes (Naucrates ductor).

Pour le commerce, le requin longimane est une espèce importante pour ses nageoires, sa viande et son huile. Sa viande se déguste fraîche, fumée, séchée et salée. Sa peau est utilisée pour le cuir. Il est soumis à la pression de la pêche sur presque toute sa chaîne alimentaire, aussi bien sur ses proies que sur lui-même. Il est néanmoins pêché plus souvent accidentellement, car il est attiré par les appâts à la palangre destinés à d'autres espèces.

### Attaques
Le célèbre océanographe Jacques-Yves Cousteau a décrit le requin océanique comme « le plus dangereux des requins ». Malgré l'immense notoriété du grand requin blanc et d'autres requins habituellement trouvés plus près des côtes, le requin longimane est suspecté d'être responsable d'un plus grand nombre d'attaques fatales sur l'homme, étant donné qu'il s'attaque aux rescapés de naufrages et de crashs aériens,. De telles attaques ne sont pas incluses dans les relevés habituels d'attaques de requins pour les XXe et XXIe siècles. Par conséquent, le requin océanique n'est officiellement pas le requin qui a le plus attaqué l'homme. Jusqu'en 2009, cinq attaques de longimanes ont été comptabilisées,. Lors du naufrage de l'USS Indianapolis, torpillé le 30 juillet 1945, le longimane fut tenu responsable de nombreuses attaques sur les marins ayant survécu au naufrage, quand bien même la plupart d'entre eux seraient morts en raison des effets des éléments (froid, eau, sel, soleil) plutôt qu'à cause des requins.
Également pendant la seconde Guerre mondiale, le Nova Scotia, un navire à vapeur transportant environ 1 000 passagers fut coulé par un sous-marin allemand près de l'Afrique du Sud. Seulement 192 passagers survécurent. Un bon nombre de morts fut alors attribué au requin longimane.
Vu son habitat, les attaques à proximité directe des côtes sont rares.
En 2010, un seul et même requin longimane fut impliqué dans de nombreuses attaques sur des touristes en mer Rouge, près de Charm el-Cheikh en Égypte. Cet individu fut l'objet d'un épisode de l'émission Shark Week appelé Rogue Sharks. Les biologistes qui menaient l'enquête sur ces attaques reconnaissaient l'individu grâce à une marque de morsure sur le lobe supérieur de sa queue. L'enquête menée révéla que ce requin avait été habitué à être nourri à la main. Il associait donc les plongeurs à une source facile de nourriture et attaquait les filets, transportés par les pêcheurs, dans lesquels les poissons pêchés étaient placés. Cela poussait le requin à attaquer le derrière et les cuisses des plongeurs dans l'espoir d'obtenir un repas. Les attaques empirèrent en raison de la surpêche en mer Rouge. La rareté des proies en haute mer forçait ainsi le requin à se rapprocher des côtes.
En mars 2015, une attaque de requin océanique coûte la vie à un touriste allemand, nageant au large de Marsa Alam, une station balnéaire égyptienne.
La victime, 52 ans, a succombé après que le squale lui eut arraché la jambe droite, au-dessus du genou.
En octobre 2019, une touriste toulousaine a été attaquée sur les côtes polynésiennes lors d'une excursion au large de l'île de Moorea. Partie en famille pour observer les baleines et accompagnée par une guide expérimentée, un requin longimane présent aux côtés des baleines, a attaqué la française, lui sectionnant les deux mains et un sein.

### Captivité
Comme le mako ou le requin bleu, le requin longimane est une espèce qui nécessite de grands espaces pour subsister et qui donc survit difficilement en captivité. Actuellement, un seul individu est détenu dans le bassin extérieur de l'aquarium de la baie de Monterey aux États-Unis, faisant de cette institution la seule au monde à posséder un requin longimane vivant. Il a fait, à ce titre, l'objet d'un numéro spécial de Shark Week, Sharks Under Glass.

### Statut de conservation
En 1969, Lineaweaver et Backus écrivaient que le requin longimane « [était] extraordinairement abondant, peut-être l'animal de cette taille le plus abondant à la surface de la Terre, avec un poids excédant les 45 kg ». De plus amples études ont eu lieu jusqu'en 2003 pour estimer la population de requins océaniques. Les chercheurs ont alors estimé que leur population avait chuté de 70 % entre 1992 et 2000 dans l'océan atlantique nord-ouest et centre-ouest. Une autre étude se concentrant cette fois sur le golfe du Mexique, utilisant des données des relevés à la palangre des zones pélagiques américaines, datant du milieu des années 1950, et des observations datant de la fin des années 1990, révèle que le nombre de longimanes aurait diminué dans cette zone de 99,3 % sur cette période. Néanmoins, les changements dans les pratiques de pêche et dans les méthodes de rassemblement des données compliquent les estimations.
Cette espèce est principalement menacée par la surpêche.
À la suite de ces découvertes, le statut du longimane sur la liste rouge de l'UICN a été changé de « risque le plus bas »/« quasi menacé » à « vulnérable » mondialement et à « en danger critique d'extinction » pour l'Atlantique nord-ouest et centre-ouest.
Selon l'accord de l'ONU de 1995 sur « la conservation et la gestion des stocks de poissons chevauchants et des stocks de poissons grands migrateurs »  (UNFSA), les États côtiers et pratiquant la pêche sont expressément requis d'adopter des mesures pour préserver les espèces présentes sur la liste de l'UICN. Mais l'avancée est lente en ce qui concerne les mesures pour la préservation du requin océanique.
Depuis début 2013, le requin longimane bénéficie d'une protection complète dans les eaux territoriales de la Nouvelle-Zélande en accord avec le Wildlife Act de 1953.
En mars 2013, trois sortes de requins en danger ayant un intérêt commercial, le requin-marteau, le requin longimane et le requin-taupe commun sont ajoutés à l'annexe II de la CITES, et dès lors, la pêche et le commerce de ces requins nécessitent une autorisation, et ces activités sont strictement règlementées.

## Sources
- (en) Cet article est partiellement ou en totalité issu de l’article de Wikipédia en anglais intitulé « Oceanic whitetip shark » (voir la liste des auteurs).

1. ↑  Polynésie française:Une femme grièvement blessée par un requin
2. 1 2 3 4 5 6 7 8 9 10 11  (en) Cathleen Bester, « Oceanic Whitetip Shark », Florida Museum of Natural history (consulté le 22 juillet 2006)
3. 1 2 3 4 5 6 7 8 9 10 11 12  (en) Leonard J. V. Compagno, Sharks of the World : An annotated and illustrated catalogue of shark species known to date, vol. Vol. 4, Part 2. Carcharhiniformes, Food and Agriculture Organization of the United Nations, 1984 (ISBN 92-5-101383-7, lire en ligne), p. 484–86, 555–61, 588
4. ↑  (en) « Consideration of Proposals for Amendment of Appendices I and II (CoP15 Prop. 16) » [archive du 12 mai 2013], Convention on International Trade in Endangered Species (CITES), 2010
5. 1 2 3 4 5  (en + fr) FishBase : espèce Carcharhinus longimanus (Poey, 1861) (+ traduction) (+ noms vernaculaires 1 & 2) (consulté le 21 juillet 2013)
6. 1 2 3  Samantha Andrzejaczek, Adrian C. Gleiss, Lance K. B. Jordan et Charitha B. Pattiaratchi, « Temperature and the vertical movements of oceanic whitetip sharks, Carcharhinus longimanus », Scientific Reports, vol. 8,‎ 29 mai 2018 (ISSN 2045-2322, PMID 29844605, PMCID 5974137, DOI 10.1038/s41598-018-26485-3, lire en ligne, consulté le 19 août 2019)
7. 1 2  (en) J.K. et Myers Baum, « Shifting baselines and the decline of pelagic sharks in the Gulf of Mexico », Ecology Letters, vol. 7, no 3,‎ 2004, p. 135–45 (DOI 10.1111/j.1461-0248.2003.00564.x, lire en ligne)
8. 1 2 3 4 5 6 7  (en) UICN : espèce Carcharhinus longimanus (Poey, 1861) (consulté le 2 septembre 2020)
9. 1 2 3  (fr + en) ITIS : Carcharhinus longimanus (Poey, 1861)
10. ↑  (en) Eli, « Fishwatcher », Fishwatcher (consulté le 6 février 2006)
11. ↑  (en) Jeremy Stafford-Deitsch, Shark : A Photographer's Story, Sierra Club Books, 1988, 200 p. (ISBN 0-87156-733-4)
12. ↑  (en) « Online Etymology Dictionary » (consulté le 8 août 2006)
13. ↑  RF Marx, The History of Underwater Exploration, Courier Dover Publications, 1990, p. 3
14. ↑  Emeline Férard, « Un photographe immortalise un requin qui se serait battu avec un calmar géant », sur Geo.fr, 10 juin 2020 (consulté le 14 août 2022)
15. ↑  (en) Benchley, Peter, Shark Trouble, Random House, 2002 (ISBN 0-8129-6633-3)
16. ↑  Bernard Seret et Pascal Bach (ill. Jean-François Dejouannet), Dans les filets, IRD Éditions, 2023, 250 p. (ISBN 979-10-92305-86-9), Requin océanique pages 42 et 43
17. ↑  (en) Cousteau, Jacques-Yves & Cousteau, Philippe, The Shark : Splendid Savage of the Sea, Doubleday & Company, Inc, 1970
18. 1 2  Bass, A.J., J.D. D'Aubrey & N. Kistnasamy (1973). « Sharks of the east coast of southern Africa. 1. The genus Carcharhinus (Carcharhinidae). » Invest. Rep. Oceanogr. Res. Inst., Durban, no. 33.
19. 1 2  (en) R. Aidan. Martin, « Elasmo Research », ReefQuest (consulté le 6 février 2006)
20. ↑  (en) « ISAF Statistics on Attacking Species of Shark », Flmnh.ufl.edu, 2009 (consulté le 5 juillet 2010)
21. ↑  (en) « Oceanic Whitetip », howstuffworks.com
22. ↑  (en) Doug Stanton, In Harm's Way : The Sinking of the USS Indianapolis and the Extraordinary Story of Its Survivors, New York, H. Holt, 2003, 339 p. (ISBN 978-0-8050-7366-9)
23. ↑  Lagraulet J. et al. (1972). Les morsures de requins en Polynésie française. Bulletin de la Société de pathologie exotique, pp. 592-604, Tous les requins du monde op. cit. p. 254, relève l'attaque d'un pêcheur en Polynésie française, et quelques attaques assez graves sur des touristes à Charm el-Cheikh lui ont été attribuées (voir cet article)
24. ↑  Rogue Sharks
25. ↑  (en) « Explore Our History, 2000–2001 » [archive du 10 décembre 2004], Monterey Bay Aquarium (consulté le 30 mars 2013)
26. ↑  Sharks Under Glass
27. ↑  (en) Thomas H. Lineaweaver III et Richard H. Backus, The Natural History of Sharks, Lippincourt, 1969
28. ↑  (en) J.K. Baum, « Robust estimates of decline for pelagic shark populations in the northwest Atlantic and Gulf of Mexico », Fisheries, vol. 30,‎ 2005, p. 27–30 (lire en ligne [archive du 7 octobre 2009])
29. ↑  « La surpêche menace d'extinction les requins et raies océaniques », sur Reporterre, 28 janvier 2021
30. ↑  (en) « Endangered whitetip sharks to be protected », New Zealand Government, 2012 (consulté le 27 septembre 2012)
31. ↑  (en) Matt MCGrath, « 'Historic' day for shark protection », 2013 (consulté le 27 juillet 2013)